# Lamar S. Smith
Pour les articles homonymes, voir Smith.
Lamar Seeligson Smith, né le 19 novembre 1947, est une personnalité politique américaine membre du Parti républicain. Il est depuis 1987 élu du 21e district du Texas à la Chambre des représentants des États-Unis.

## Biographie
Lamar Smith est né à San Antonio dans l'État américain du Texas, fils d'Eloise Keith (née Seeligson) et de Jamal Donald Willin. Il a étudié à la TMI — The Episcopal School of Texas (en) (1965), à l'université Yale (1969) et à l'université méthodiste du Sud (1975).
Il entre à la Chambre des représentants du Texas en 1981. L'année suivante, il est élu commissaire du comté de Bexar.
Il se présente en 1986 à la Chambre des représentants des États-Unis dans le 21e district du Texas. Il est élu avec 61 % des voix face au démocrate Pete Snelson. De 1988 à 2002, il est réélu tous les deux ans avec plus de 70 % des suffrages. De 2004 à 2014, il remporte chaque élection avec un score compris entre 60 et 80 % des voix. En 2016, Smith est réélu avec 57 % des suffrages, passant pour la première fois de sa carrière sous la barre des 60 %.
En novembre 2017, il annonce qu'il ne sera pas candidat à un nouveau mandat lors des élections de 2018.

## Actions politiques

### Avortement
Smith encourage la restriction de l'avortement. En 2009, Smith fait voter une loi contre les interruptions volontaires de grossesse.

### SOPA
Lamar Smith est à l'origine du Stop Online Piracy Act (SOPA), un projet de loi controversé présenté à la Chambre des représentants en 2011, qui vise à élargir le périmètre des compétences de la législation américaine et des ayants droit, dans le cadre de la lutte contre la contrefaçon en ligne de la propriété intellectuelle,. Cette loi a été fortement critiquée par de nombreux acteurs majeurs d'internet (Google et Wikipédia en tête) ; Barack Obama s’est donc opposé au Congrès qui avait voté la loi qui est maintenant en « pause »[réf. nécessaire].

### Commission sur les sciences, l'espace et les technologies
Depuis 2012 il préside la commission du Congrès sur les sciences, l'espace et les technologies où il se distingue régulièrement par des prises de positions climatosceptiques et, plus généralement par un soutien aux industries, notamment pétrolières, au détriment de l'environnement, ce qui lui vaut des critiques des écologistes et de nombreux scientifiques.